# Pogrom u Sumqayıtu
Pogrom u Sumqayıtu (arm. Սումգայիթի ջարդեր) bio je pogrom proveden nad Armencima u pomorskom gradu Sumqayıtu u sovjetskom Azerbajdžanu krajem veljače 1988. Pogrom se dogodio u ranom razdoblju Karabaškog pokreta. Gomile Azera organizirale su se u skupine 27. veljače 1988., i napale te ubijale Armence na ulicama i u njihovim stanovima. Raširena pljačka i općenito zanemarivanje od strane policije, omogućilo je da se takva situacija nastavi sljedeća tri dana.
Idući dan, manja skupina milicajaca ušla je u grad, no bezuspješno je pokušala ugušiti pobunu. Nakon njih, idućeg dana, pristiglo je više profesionalnih vojnih postrojbi s tenkovima i oklopnom posadom. Vladine snage uvele su izvanredno stanje i policijski sat, čime je okončana kriza. Službena brojka poginulih koju je objavio sovjetski glavni tužitelj, a koja se temeljila na popisu poimeničnih žrtava, iznosila je 32, od čega 26 Armenaca i 6 Azera. No, neki su osporili ovu brojku tvrdeći da su poginule desetine ili stotine.
Nasilje nad civilima u Sumqayıtu u svom razmjeru je bilo presedan, a veliku pažnju posvetio mu je zapadni tisak. U Armeniji i ostatku Sovjetskog Saveza izraženo je veliko zapanjenje jer je nacionalne sukobe zatomljavala vlada, koja je promicala politike kao što su internacionalizam i domoljublje kako bi se oni izbjegli. Pokolj, zajedno sa sukobom oko Gorskog Karabaha, predstavljala je veliki izazov reformama koje je provodio glavni tajnik KP SSSR-a Mihail Gorbačov. Gorbačova su kasnije kritizirali zbog njegove sporosti u reagiranju na krizu.
Brojni međunarodni i sovjetski izvori opisali su pogrom kao čin genocida nad armenskim pučanstvom.

## Uvod
Grad Sumqayıt nalazi se na obali Crnog mora, 30-ak km od glavnog grada Bakua. U početku mali gradić, doživio je veliki rast i razvoj poslije Drugog svjetskog rata.:str. 87. Zbog svojih naftnih rafinerija i petrokemijskih postrojenja postao je vodeći industrijski grad, odmah iza Bakua po industrijskoj važnosti. S pučanstvom veličine 6 tisuća ljudi prije Drugog svjetskog rata, do 1988. imao je oko 223 tisuće. U gradu su bili prisutni veliki problemi stambenog zbrinjavanja, kao i velika stopa nezaposlenosti te kriminala.
Političke i gospodarske reforme koje je 1985. proveo glavni tajnik Gorbačov započele su decentralizaciju sovjetske vlasti. Armenci, u Armeniji i Groskom Karabahu, u Gorbačovljevim reformama vidjeli su priliku za ujedinjenjem dvaju entiteta. Tesetci tisuća Armenaca okupili su se 20. veljače 1988. u demonstracijama u Stepanakertu na Lenjinovom trgu i tražili da se oblast ujedini s Armenijom. Isti dan, Vrhovni sovjet Gorskog Karabaha glasovao je za pridruživanje Armenskoj SSR, no tomu su se oštro usprotivila sovjetska azerska vlast. Gorbačov je odbacio armenske zahtjeve pozivajući se na članak 78 sovjetskog Ustava, u kojemu se navodi da se republičke granice ne mogu mijenjati bez prethodnog odobrenja. Glasovanje karabaškog Vrhovnog sovjeta i prosvijede poslije toga, osudili su i sovjetski državni mediji, no oni su ostavili jači odijek među Azerima.:str. 14.

### Okupljanja
Na okupljanja u Armeniji odgovoreno je demonstracijama u Bakuu, u kojima je došlo do izražaja anti-armenskog osjećanja građana i službenika. Takav ispad napravio je i predsjednik odjela Centralnog komiteta AzKP Məhəmməd Əsədov, kada je 14. veljače 1988. izjavio da su "stotine tisuća Azera spremne su napasti Karabah u bilo koje vrijeme i organizirati pokolj tamo".
Nekoliko mladića 26. veljače stiglo je busom u Sumqayıt i pokrenulo prvi niz anti-armenskih demonstracija. Uskoro su im se pridružili učenici od 14 do 17 godina, od kojih je većina živjela u domovima i bila nezaposlena. Mjesni Armenci pozivali su MUP, KGB i druge vladine urede radi zaštite, no bili su ignorirani. Azerske izbjeglice iz Kapana širile su priču o poklanim Azerima, a preuveličanim glasinama bodrili su sunarodnjake da im se pridruže u Sumqayıtu.
Idućeg dana, u demonstracijama je sudjelovalo nekoliko stotina ljudi. Zamjenica glavnog tajnika KP u Sumqayıtu, Bayramova, obratila se demonstrantima i zahtijevala protjerivanje Armenaca iz Azerbajdžana.:str. 88. Dio demonstranata na večer se odao nasilju, no mjesna milicija, kojom su dominirali Azeri i koja je imala samo jednog uposlenog Armenca, nije reagirala. Nasilju je doprinijela i izjava sovjetskog glavnog tužitelja Aleksandra Katuzova na sovjetskoj državnoj televiziji i radiju u Bakuu, da je u sukobima u Askeranu poginulo dvoje ljudi, navodeći njihova čisto azerska prezimena.:str. 33. Bijesni demonstranti ponovno su okupirali Lenjinov trg 28. veljače. Glavni tajnik KP u Sumqayıtu, Cahangir Müsəlm-zadə, pokušao je smiriti demonstrante tvrdeći da Karabah nikad neće biti predan Armeniji, no pokušaj nije uspio. Potom je izjavio kako Armence treba pustiti da "slobodno napuste grad", no demonstranti se i dalje nisu smirivali. Müsəlm-zadə se potom našao među demonstrantima sa zastavom Azerbajdžanse SSR te ih je počeo voditi s trga prema obali. No, to je omogućilo sitnim skupinama da se odvoje i pođu raditi nerede u središtu grada i tražiti Armence.:str. 33.-34.